# Erinnerungs-Medaille für 1848–1849 (Braunschweig)
Die Erinnerungs-Medaille für 1848–1849 wurde am 8. Mai 1891 von Prinz Albrecht von Preußen als Regent des Herzogtums Braunschweig gestiftet.
Sie konnte an alle Soldaten, Ärzte und Beamte der Braunschweiger Truppenteile verliehen werden, die an den Feldzügen 1848/49 des Deutschen Bundes während der Schleswig-Holsteinischen Erhebung teilgenommen hatten.
Die bronzene Medaille zeigt auf der Vorderseite einen Lorbeerkranz, in dessen Mitte die von einer Krone überragte Initiale W (Wilhelm) zu sehen ist. Rückseitig unter einem sechsstrahligen Stern die Inschrift:
Getragen wurde die Auszeichnung an einem goldgelben Band mit breiten hellblauen Seitenstreifen auf der linken Brust.